# Herat
Herat (în persană هرات) iar în antichitate „ Haraiva[ta])”, este un oraș din capitala provinciei Herat din vestul Afganistanului. Ca mărime este pe locul trei,  situat după Kabul și Kandahar. Orașul are o populație compusă în majoritate din tadjici.
Primarul este Zana Wahide.